# Dymka (tkanina)
Dymka – tkanina bawełniana, konopna lub lniana w splocie atłasowym, jednobarwna lub w pasy. Dawniej jako bielona, dymka, używana była na męskie kalesony. Obecnie w pierwszym gatunku używana na ubrania i poszewki, w tańszej wersji na obicia sprzętów.